# Gianluca Pessotto
Gianluca Pessotto (ur. 11 sierpnia 1970 w Latisana, Włochy) – piłkarz włoski grający na pozycji bocznego obrońcy lub pomocnika.
Karierę rozpoczynał w A.C. Milan w sezonie 1987/1988, lecz nie wystąpił w ani jednym meczu. W sezonie 1988/1989 również nie mógł wywalczyć miejsca w podstawowej jedenastce Milanu. Przez następne pięć lat jego klubowej kariery grał w niższych ligach włoskich (C1, C2, B), m.in. w Veronie. 4 września 1994 zadebiutował w Serie A w klubie Torino FC (w przegranym 0:2 meczu z Interem Mediolan). W 1995 trafił do Juventusu, gdzie spędził 11 lat.
Z Juventusem wygrał Ligę Mistrzów (1996), Superpuchar Europy (1996), Puchar Interkontynentalny (1996), czterokrotnie mistrzostwo Włoch (1997, 1998, 2002, 2003) i czterokrotnie Puchar Włoch (1997, 1998, 2002, 2003). Po sezonie 2005/2006 zakończył swoją karierę piłkarską. Objął funkcję menedżera Juventusu, zastąpił na tej pozycji Alessia Secco.
W 1996 zadebiutował w barwach narodowych i ma na koncie uczestnictwo w MŚ 1998 i ME 2000. Poważna kontuzja uniemożliwiła mu udział w MŚ 2002. W reprezentacji Włoch wystąpił 22 razy.
27 czerwca 2006 został zabrany do szpitala w stanie ciężkim po tym, jak wypadł z okna swojego biura w siedzibie Juventusu (z wysokości około 15 metrów). W ręku trzymał różaniec (jest głęboko wierzącym katolikiem). Pojawiły się podejrzenia, że była to próba samobójcza. Po wygranym przez Włochów meczu półfinałowego na Mistrzostwach Świata 2006 z Niemcami strzelec drugiej bramki, Alessandro Del Piero, przyjaciel z Juventusu i kadry, zwycięstwo wraz z golem zadedykował właśnie jemu.

## Statystyka występów ligowych
| Sezon     | Klub          | Liga     | Liczba meczów | Liczba bramek |
| --------- | ------------- | -------- | ------------- | ------------- |
| 2005/2006 | Juventus F.C. | Serie A  | 10            | 2             |
| 2004/2005 | Juventus F.C. | Serie A  | 19            | 0             |
| 2003/2004 | Juventus F.C. | Serie A  | 18            | 0             |
| 2002/2003 | Juventus F.C. | Serie A  | 17            | 0             |
| 2001/2002 | Juventus F.C. | Serie A  | 29            | 0             |
| 2000/2001 | Juventus F.C. | Serie A  | 32            | 0             |
| 1999/2000 | Juventus F.C. | Serie A  | 30            | 1             |
| 1998/1999 | Juventus F.C. | Serie A  | 19            | 1             |
| 1997/1998 | Juventus F.C. | Serie A  | 21            | 0             |
| 1996/1997 | Juventus F.C. | Serie A  | 20            | 0             |
| 1995/1996 | Juventus F.C. | Serie A  | 28            | 0             |
| 1994/1995 | Torino FC     | Serie A  | 32            | 1             |
| 1993/1994 | Hellas Verona | Serie B  | 34            | 3             |
| 1992/1993 | Bologna FC    | Serie B  | 21            | 1             |
| 1991/1992 | Massese       | Serie C1 | 22            | 1             |
| 1990/1991 | Varese        | Serie C2 | 34            | 0             |
| 1989/1990 | Varese        | Serie C2 | 30            | 1             |
| 1988/1989 | A.C. Milan    | Serie A  | 0             | 0             |
| 1987/1988 | A.C. Milan    | Serie A  | 0             | 0             |
| 1987–2006 | RAZEM         | ---      | 406           | 11            |